# Aurorji
Aurorji so v fikcijskem svetu Harryja Potterja čarovniki, ki so usposobljeni za ulov čarovnikov, ki se ukvarjajo s črno magijo. Njihov štab se nahaja v drugem nastropju Ministrstva za čaranje. Postati auror ni lahko, saj so izpostavljeni veliki nevarnosti. Eden najbolj znanih aurorjev je bil Alastor Nergga, ki je v čarovniški zapor Azkaban spravil veliko temnih čarovnikov.